# Lex Vervuurt
Lex Vervuurt (1910-1991) was een Surinaams jazzmusicus. Hij componeerde liedjes, zong en speelde gitaar, sekseki en piano. Hij speelde mee in bands van anderen en was zelf bandleider De Zapakara's, de Caribbean Serenaders en de radio-ensembles Serenade en Apinti Boy Ensemble.

## Biografie
Vervuurt werd in Suriname geboren, trok op zijn 17e naar Curaçao en kwam in 1934 naar Nederland om een diploma voor leraar middelbaar onderwijs te halen in het vak tekenen. Hij was een van de eerste musici die op een elektrische gitaar speelde. Vervuurt mocht meespelen met violist Secco Selichson in diens formatie Secco's Gitanos, waarin Jaap Valkhoff accordeon speelde. In maart en oktober 1937 en februari 1938 werden opnamen gemaakt in het Casino Hamdorff in Laren. Hij speelde voor de Tweede Wereldoorlog bovendien mee in orkesten die op de radio te horen waren. In deze jaren maakte hij Surinaamse volksliedjes met soms ondeugende teksten, waarbij hij zowel het Nederlands als het Surinaams gebruikte. Naast gitaar speelde hij ook sekseki en piano.
Tijdens de Duitse bezetting kreeg hij net als Surinaamse collega's als Lex van Spall en Max Woiski sr. een Ariërverklaring waardoor hij kon blijven optreden. Hij speelde eerst een tijd met zijn broer Guus in de groep Malando en van 1941 tot 1943 in het orkest van Van Spall. Hun optreden in het Hilversumse Grand Theater Gooiland werd op 17 april 1943 uitgezonden door de Nederlandsche Omroep.
In 1948 vroeg de Wereldomroep hem of hij een orkest wilde oprichten dat speciaal voor de rijksdelen over zee uitzendingen ging maken. Daar zag Vervuurt wel wat in en zo ontstonden De Zapakara’s (dat vertaald  ‘de hagedissen’ betekent). Hun programma's met Surinaamse en Curaçaose muziek werden positief ontvangen. Een jaar later vroeg de NCRV-leiding of Vervuurt en zijn mannen bij deze omroep wilden komen spelen. Ook op dat aanbod ging Vervuurt in. Het ensemble bracht ook platen uit, waaronder de elpee Groeten uit de West. Een van zijn bandleden was Johnny de Miranda.
In 1955 componeerde Vervuurt de Vriendschapswals op een tekst van Stan Haag. Aanleiding was het sluiten van het Statuut voor het Koninkrijk der Nederlanden en het bezoek van Koningin Juliana en Prins Bernhard in het daaropvolgende jaar. In 1958 volgt Welkom hier van hetzelfde schrijversduo, ditmaal naar aanleiding van het bezoek van Prinses Beatrix aan de West. 
In de jaren vijftig was Vervuurt bandleider van de Caribbean Serenaders. Met deze groep bracht hij onder meer in 1958 de elpee Calypso uit. 
Rond 1959 ontstond - bij opnieuw de NCRV - een nieuwe formatie geleid door Vervuurt: het gitarenensemble Serenade, met verder de gitaristen Jan Blok, Wim Sanders en Tony van Hulst, bassist Harry Meyer (of Meiers) en slagwerker Cor van den Berg.
In de jaren zestig was hij de bandleider van de Apinti Boy Ensemble waarmee hij optrad, wederom voor de NCRV-radio en van The Four Sweeters.